# Notaire public
Ne doit pas être confondu avec Notaire.
Un notaire public (latin notarius, anglais : notary public), dans la plupart des pays de common law, est un officier public qui intervient dans les affaires étrangères et internationales pour accomplir certaines formalités. 
Selon la common law, le notaire public n'est pas une variété de juriste distincte ; ce n'est qu'une fonction juridique accessoire. Par conséquent, son office ne constitue pas une profession en soi, mais plutôt une charge à part. Ses interventions se limitent normalement à l'authentification (légalisation, vidimisation ou copie collationnée, attestation notariale, constat authentique), au renouvellement de passeports, à la préparation de dossiers pour visa ou immigration, prestation et réception de serments, passation et réception de déclarations sous serment, et à d'autres formalités ayant trait aux effets de commerce et actes de commerce maritime.

## Différence du notaire juriste
Le notaire public n'a aucun monopole en matière immobilière et généralement ne dépend pas d'un ordre professionnel. Les avocats qui rédigent ce contrat exigent souvent qu'un autre spécialiste représente l'acheteur, d'où des frais supplémentaires.

## Histoire
(février 2010).
Améliorez-le ou discutez des points à vérifier. 
Il a existé des notaires publics dans l'empire romain. Les actes furent ensuite administrés par l'Église avant d'être repris par le pouvoir séculier à la renaissance.
Les notaires tirent leur nom du fait qu'à l'époque romaine et au Haut Moyen Âge ils rédigeaient des notes tironiennes.
Le terme notaire public est utilisé ci-dessus dans son acception connue des pays de common law.
Dans les pays de droit romano-germanique, à savoir la quasi-totalité des pays d'Europe continentale, Russie, Asie (Notariat en cours d'instauration en 2006)[réf. nécessaire], pays d'Amérique du Sud et pays du Proche-Orient, le notaire a souvent un lien de désignation ou de subordination avec son État ; assurant, par délégation, des tâches à lui dévolues par son État, son domaine de compétence est varié et, parfois, il bénéficie d'un numérus clausus pour son installation et de monopoles pour certaines activités ; ainsi en France a-t-il un monopole pour les donations, contrats de mariage et authentification des ventes immobilières.

## Rôle
Dans beaucoup de pays un document certifié par un notaire n'a pas besoin d'une confirmation administrative pour être valide dans une autre circonscription administrative. Souvent un sceau y est attaché.
Des restrictions historiques subsistent au niveau local pour définir le statut. Certains charlatans utilisent ces disparités pour faire croire qu'ils ont une compétence officielle qui dépasse leurs attributions notamment lorsqu'il y a obligation de se faire représenter par un avocat dans un procès.

## Californie
Dans certains États des États-Unis d'Amérique comme la Californie les notaires sont habilités à être l'officier d'état civil pour enregistrer un mariage.
Certains documents requièrent des empreintes digitales.